# Secret in the Dark
Albums de Mónika Christodoúlou
Exit
(2010)
Secret in the Dark est le troisième album de la chanteuse grecque Mónika Christodoúlou (sous son nom de scène Mónika), sorti le 2 octobre 2015 en CD et téléchargement.

## Liste des titres
Toutes les chansons sont écrites et composées par Mónika Christodoúlou et Homer Steinweiss, sauf où indiqué.
| 1.    | Intro                                  |                                                      | 1:10 |
| 2.    | Babyboy                                | Mónika Christodoúlou                                 | 3:11 |
| 3.    | Shake Your Hands (feat. Andrew Wyatt)  | Mónika Christodoúlou, Nick Movshon, Homer Steinweiss | 4:06 |
| 4.    | Secret in the Dark                     |                                                      | 3:54 |
| 5.    | One More                               |                                                      | 3:28 |
| 6.    | Lonely World                           |                                                      | 3:29 |
| 7.    | We Came Into This World (To Beat Them) |                                                      | 3:54 |
| 8.    | Give Us Wings                          |                                                      | 2:04 |
| 9.    | Stripping                              |                                                      | 4:23 |
| 10.   | Take Me with You                       | Mónika Christodoúlou                                 | 5:06 |
| 11.   | Get Off My Way                         |                                                      | 3:52 |
| 12.   | Gave You My Soul                       |                                                      | 4:08 |
| 42:45 |                                        |                                                      |      |